# Zipeprol
Zipeprol – organiczny związek chemiczny stosowany jako lek na kaszel, mający także działanie psychoaktywne. Nie jest stosowany w Polsce. Jest objęty Konwencją o substancjach psychotropowych z 1971 roku (wykaz II). W Polsce jest w grupie II-P Ustawy o przeciwdziałaniu narkomanii.